# Liepāja (stacja kolejowa)
Liepāja – stacja kolejowa w Lipawie, na Łotwie. Znajdują się tu 2 perony.

## Historia
Stacja powstała w 1871 jako stacja początkowa Kolei Libawsko-Romieńskiej.